# Св. св. Константин и Елена (Враца)
„Св. св. Константин и Елена“ или „Свети Царей“ е православна църква в центъра на град Враца, България. Църквата е разположена в близост до сградата на община Враца и Регионална библиотека „Христо Ботев“.
В храма работи дебърският майстор Анастас Спасов – негови са иконите на Свети Спиридон, Свети Илия и Свети Тома, на която има надпис „1901 ктиторы рȢфеть дȢлгерскій майсторъ Анастасъ Спасовъ“.